# 大浜パーキングエリア
大浜パーキングエリア（おおはまパーキングエリア）は、広島県尾道市因島大浜町にある西瀬戸自動車道（瀬戸内しまなみ海道）のパーキングエリアである。

## 概要
上下線のパーキングエリア同士が歩道橋でつながっており、歩いてどちらの施設も利用できる構造である。また、因島大橋バス停が併設されている。

### 道路
- 西瀬戸自動車道
- 広島県道466号向島因島瀬戸田自転車道線（因島大橋自転車・歩行車道）からも利用可能[注 1]。

## 歴史

### 年表
- 2015年（平成27年）
  - 4月3日10時、下り線の店舗を建て替えリニューアルオープン[1][2]。

## 施設

### 上り線（尾道方面）
- 駐車場
  - 大型：10台
  - 小型：39台
  - 身障者：1台
- トイレ
  - 男：大2、小5
  - 女：9（洋式9）・同伴の男児用1
  - 身障者：1
- 自動販売機
- スナック（本四バス開発、8:00 - 19:30）
- ショッピング（本四バス開発、8:00 - 19:30）
- 郵便ポスト（因島郵便局）

### 下り線（今治方面）
- 駐車場
  - 大型：10台
  - 小型：37台
  - 身障者：1台
- トイレ
  - 男：大2・小5
  - 女：9（洋式9）・同伴の男児用1
  - 身障者：1
- 自動販売機
- スナック（本四バス開発、8:00 - 19:30）
- ショッピング（本四バス開発、8:00 - 19:30）
- 展望台
- ドッグラン[3]

## バス停留所
しまなみライナー尾道線の廃止に伴い、2005年（平成17年）6月21日より、当バスストップを乗り継ぎ停留所とし、一般路線バス尾道 - 因島線としまなみライナー（広島線）ならびにしまなみライナー（福山線）との間で乗り継ぎ割引を適用している（その後、2014年（平成26年）4月26日より、おのみちバスがしまなみサイクルエクスプレス（尾道 - 今治線）の運行を開始しているが、2019年（平成31年）1月7日より、しまなみサイクルエクスプレスは土曜日・日曜日・祝日のみの運行となり、2020年（令和2年）6月28日をもって廃止された。）。

### 停車する路線

#### 都市間高速バス
| のりば | 愛称               | 運行会社                                                       | 行先                             | 備考       |
| ------ | ------------------ | -------------------------------------------------------------- | -------------------------------- | ---------- |
| 上り線 | シトラスライナー   | 中国バス・本四バス開発・因の島運輸                             | 福山駅                           |            |
| 上り線 | フラワーライナー   | 広島交通・中国バス・本四バス開発・因の島運輸                   | 中筋駅・不動院・新白島駅・広島BC |            |
| 下り線 | しまなみライナー   | 広交観光・瀬戸内運輸・瀬戸内しまなみリーディング               | 今治駅・今治桟橋                 | 広島発着便 |
| 下り線 | しまなみライナー   | 中国バス・鞆鉄道・瀬戸内運輸・瀬戸内しまなみリーディング       | 今治駅・今治桟橋                 | 福山発着便 |
| 下り線 | キララエクスプレス | 中国バス・本四バス開発・瀬戸内しまなみリーディング・伊予鉄バス | 松山駅・松山市駅                 |            |

#### 一般路線バス
- 凡例
  - ■ おのみちバス
  - ■ 本四バス開発
  - ■ 因の島運輸

| のりば | 路線番号 | 路線名         | 行先・方面など                       | 備考 |
| ------ | -------- | -------------- | ------------------------------------ | ---- |
| 上り線 | 7        | ■尾道 - 因島線 | 向島BS・尾道学園前・長江口・尾道駅前 |      |
| 下り線 | 70       | ■尾道 - 因島線 | 因島総合支所前・土生港前             |      |

### バス停へのアクセス
- 因の島運輸因島島内線（73号線） 因島大橋バス停
  - 上り線売店横の通路階段を下った場所にある。

## 隣
西瀬戸自動車道
(3)向島IC/TB/BS -大浜PA/BS - (4)因島北IC - 重井BS